# Lia Dekker
Lia Dekker (Assen, 24 januari 1987) is een Nederlandse voormalig zwemster en was tot 4 december 2020 houdster van het Nederlandse record op de 200 meter schoolslag langebaan. Ze is de jongere zus van voormalig zwemster Inge Dekker.

## Carrière
Dekker behaalde op de Open Nederlandse kampioenschappen kortebaanzwemmen 2007 haar eerste podiumplaatsen op een nationaal kampioenschap, zilver op de 200 meter schoolslag en brons op de 400 meter wisselslag. Op de Open Nederlandse kampioenschappen zwemmen 2008 pakte ze de nationale titels op de 100 en 200 meter schoolslag, op de 100 meter voldeed ze aan de limiet voor de Europese kampioenschappen kortebaanzwemmen 2008 in Rijeka. In december 2008 op de Swim Cup Eindhoven 2008 verbeterde ze de Nederlandse records op de 100 en 200 meter schoolslag langebaan. De week erna maakte Dekker haar internationale debuut in Rijeka, op de 100 en de 200 meter schoolslag werd ze uitgeschakeld in de series. 
Tijdens de Amsterdam Swim Cup 2009 plaatste ze zich voor de wereldkampioenschappen zwemmen 2009 in Rome, op de 100 en de 200 meter schoolslag. In Rome strandde de Nederlandse in de series van de 100 en de 200 meter schoolslag, samen met Femke Heemskerk, Inge Dekker en Ranomi Kromowidjojo eindigde ze als vijfde op de 4x100 meter wisselslag. In Istanboel nam Dekker deel aan de Europese kampioenschappen kortebaanzwemmen 2009. Op dit toernooi eindigde ze als negende op de 100 meter schoolslag en werd ze uitgeschakeld in de series van de 200 meter schoolslag.

## Resultaten

### Internationale toernooien
| Jaar | Olympische Spelen | WK langebaan                                                 | WK kortebaan  | EK langebaan  | EK kortebaan                            |
| ---- | ----------------- | ------------------------------------------------------------ | ------------- | ------------- | --------------------------------------- |
| 2008 | geen deelname     |                                                              | geen deelname | geen deelname | 18e 100m schoolslag 20e 200m schoolslag |
| 2009 |                   | 18e 100m schoolslag 34e 200m schoolslag 5e 4x100m wisselslag |               |               | 9e 100m schoolslag 16e 200m schoolslag  |
| 2010 |                   |                                                              | geen deelname | geen deelname | geen deelname                           |

### Nederlandse kampioenschappen zwemmen
| Jaar | NK langebaan                                             | NK kortebaan                                                                                   |
| ---- | -------------------------------------------------------- | ---------------------------------------------------------------------------------------------- |
| 2006 | 7e 100m schoolslag 8e 200m schoolslag                    | 10e 50m schoolslag 6e 100m schoolslag DQ 200m schoolslag 6e 200m wisselslag 6e 400m wisselslag |
| 2007 | 5e 100m schoolslag 5e 200m schoolslag 6e 400m wisselslag | 4e 100m schoolslag · 200m schoolslag · 4e 400m wisselslag                                      |
| 2008 | 50m schoolslag · 100m schoolslag · 200m schoolslag       | 100m schoolslag · 200m schoolslag                                                              |
| 2009 | 100m schoolslag · 200m schoolslag                        | 100m schoolslag                                                                                |
| 2010 | 100m schoolslag · 200m schoolslag · 6e 400m wisselslag   | 9e 100m schoolslag 6e 200m schoolslag                                                          |

## Persoonlijke records
Bijgewerkt tot en met 12 december 2009

### Kortebaan
| Afstand         | Tijd    | Datum            | Plaats    |
| --------------- | ------- | ---------------- | --------- |
| 50m schoolslag  | 31,35   | 12 december 2009 | Istanboel |
| 100m schoolslag | 1.06,08 | 12 december 2009 | Istanboel |
| 200m schoolslag | 2.25,15 | 11 december 2009 | Istanboel |

### Langebaan
| Afstand         | Tijd    | Datum         | Plaats    |
| --------------- | ------- | ------------- | --------- |
| 50m schoolslag  | 32,01   | 17 april 2009 | Amsterdam |
| 100m schoolslag | 1.07,47 | 17 april 2009 | Amsterdam |
| 200m schoolslag | 2.28,02 | 19 april 2009 | Amsterdam |